# Convergence des Jeunesses Républicaines (Sénégal)

La  Convergence des Jeunesses Républicaines en abrégé COJER est la section jeunesse du parti politique Alliance pour la République (APR) de Macky Sall.
Créée à la suite de la formation de l'APR, la Convergence des Jeunesses Républicaines vise principalement à soutenir l'APR auprès de la jeunesse sénégalaise, tout en contribuant à la mobilisation politique de l'ensemble de la population. Elle a des représentations dans des départements du Sénégal et son coordinateur national actuel est Moussa Sow.

## Historique
Le président Macky Sall quitte le parti démocratique sénégalais (PDS) en 2008 et fonde l'Alliance pour la République (APR), son propre parti politique. Au sein de ce parti, il décide de créer une structure à travers laquelle il pourrait mobiliser la jeunesse derrière l'APR. Ainsi va naitre la Convergence des Jeunesses Républicaines. C'est un cadre qui permet aux jeunes de partager leur point de vue, leurs ambitions et leurs préoccupations, tout en étant impliqués dans les prises de décisions afférentes aux politiques favorables au développment local et à l'épanouissement de la jeunesse.

## Missions
Etant l'organe dynamique de l'Alliance pour la République, la mission principale de la Convergence des Jeunesses Républicaines est d'assurer la mobilisation de la jeunesse sénégalaise en faveur dudit parti. En plus de cela, la COJER représente le porte-voix des jeunesses républicaines du Sénégal auprès des politiques.

## Gouvernance
Depuis sa création, les personnes qui se sont succédé à la tête de la COJER sont : 
- Abdou Mbow, de 2008 à 2015[4]
- Thérèse Faye Diouf, de 2015 à 2019[5],[6]
- Moussa Sow, depuis 2019[6]